# Isotogastruridae
Isotogastruridae  (лат.) — семейство коллембол из надсемейства Isotogastruroidea (Poduromorpha).

## Описание
Встречаются на побережьях Малых Антильских островах, Мадагаскара, Новой Каледонии, Мексики и Средиземноморья. Известно около 10 видов. Семейство Isotogastruridae было описано Жан-Марком Тибо (англ. Thibaud, J.-M.) и Юдит Наят (англ. Najt, J.) в 1992 году и относится к надсемейству Isotogastruroidea из подотряда Poduromorpha (или отряда).
- Семейство Isotogastruridae
  - Род Isotogastrura Thibaud et Najt, 1992
    - Вид Isotogastrura ahuizotli Palacios-Vargas et Thibaud, 1998 — Мексика[2]
    - Вид Isotogastrura arenicola Thibaud et Najt, 1992  — Карибские острова[1]
    - Вид Isotogastrura atuberculata Palacios & Thibaud, 2001 — Мексика
    - Вид Isotogastrura coronata Fjellberg, 1995  — Средиземноморье (Канарские острова, Албания, Марокко)[5]
    - Вид Isotogastrura litoralis Thibaud et Weiner in Najt et Matile, 1997 — Новая Каледония[6]
    - Вид Isotogastrura madagascariensis Thibaud, 2008 — Мадагаскар[7]
    - Вид Isotogastrura veracruzana Palacios-Vargas et Thibaud, 1998 — Мексика[2]